# Porta Romana (Viterbo)
Porta Romana è una delle principali porte storiche della città di Viterbo, situata lungo la cinta muraria meridionale. Deve il suo nome alla posizione in direzione della città di Roma, lungo l'antico tracciato della Via Cassia.

## Storia
La porta fu edificata nel corso del XIII secolo, in un periodo di intensa fortificazione del centro urbano viterbese. Costituiva il varco meridionale della città, permettendo l'accesso dalla strada proveniente da Roma.
Nel tempo, Porta Romana ha avuto un ruolo strategico sia in ambito militare che economico. È stata attraversata da pellegrini e viandanti diretti verso la Via Francigena, di cui Viterbo rappresentava una tappa importante. L'area circostante è stata oggetto di restauri e trasformazioni nel corso dei secoli, soprattutto tra XVIII e XIX secolo.

## Architettura
Porta Romana presenta una struttura sobria, ad arco singolo, realizzata in tufo e pietra locale. La costruzione è priva di particolari decorazioni, ma si inserisce armoniosamente nel contesto delle mura di Viterbo, che si estendono in questa zona per diversi metri in buono stato di conservazione.
In epoca medievale, la porta era probabilmente dotata di un sistema di chiusura e di strutture difensive accessorie, oggi scomparse. La sua funzione è stata in seguito trasformata in quella di semplice accesso urbano, mantenendo però una forte valenza storica e simbolica.

## Contesto urbano
Porta Romana si apre oggi su una zona densamente trafficata e urbanizzata, nelle vicinanze della stazione di Viterbo Porta Romana, che ne prende il nome. Rappresenta ancora un punto di passaggio rilevante tra il centro storico e i quartieri meridionali della città.
Durante la seconda guerra mondiale, l'area circostante fu parzialmente colpita dai bombardamenti, ma la porta non subì gravi danni.